# Tatort: Ein neues Leben
Ein neues Leben ist ein Fernsehfilm aus der Krimireihe Tatort. Der für den Bayerischen Rundfunk produzierte Beitrag wurde am 28. Oktober 2012 im Ersten Programm der ARD erstgesendet. Es ist die 848. Tatort-Folge und die 62. Folge des Ermittlerteams Batic und Leitmayr.

## Handlung
Ein Mann wird an seiner Krawatte, die in einem Seitenfenster eines Autos hängt, durch den nächtlichen Wald gezerrt.
Tage später werten Leitmayr und Fechner auf einer Waldlichtung Spuren am Fundort einer verkohlten Leiche in einem verbrannten Auto ohne Nummernschilder und Fahrgestellnummer aus. Gabriel Fechner ist als Polizeianwärter neu im Polizeidienst, möchte übereifrig alles richtig machen und hat erhebliche Selbstzweifel an der Richtigkeit seiner Berufswahl. Kurze Zeit später kommt auch Ivo Batic dazu, der gerade aus seinem Urlaub in Kroatien zurückgekehrt ist. Im Wagen wird ein MP3-Player gefunden. Das Opfer soll am Verschlucken der eigenen Zahnprothese erstickt sein.
Eine Vermisstenabfrage mit den Merkmalen des Toten führt zu Rupert Hoferer und dessen Freundin Anna Vollmer. Sie hatte ihn fünf Tage zuvor als vermisst gemeldet. Er hatte sich aufgemacht, um in wenigen Tagen viel Geld zu verdienen.
Auf dem MP3-Player konnte Fechner ein Foto eines Robbenbabys rekonstruieren. Die Spur führt zur Tierschutzorganisation „Tierrettung direkt“, einer Drückerkolonne, die von Isabella und Sandra, einem lesbischen Paar, geführt wird.
Die Mitglieder der Truppe sammeln Spenden an Haustüren, um angeblich Robbenbabys in Kanada vor dem Abschlachten zu retten. Die Spendensammlung erfolgt dabei per EC-Karte, durch manipulierte Geräte werden allerdings die Kartendaten nebst PIN kopiert (Skimming) und dadurch später die Konten geplündert.
Batic bewirbt sich bei der Truppe erfolgreich als neuer Mitarbeiter und ermittelt fortan als verdeckter Ermittler innerhalb der Kolonne, allerdings ohne Genehmigung durch seinen Vorgesetzten Friedhelm Wader. Dieser kommt der illegalen Aktion seiner Mitarbeiter jedoch schnell auf die Spur, da er Fechners Onkel ist und dieser ihn über die Ermittlungen auf dem Laufen hält.
Kommissar Ivo Batic wird von Rupert Hoferer (alias Fred), mit dem Batic näher in Kontakt gekommen ist, über die Machenschaften der Kolonnenführerinnen aufgeklärt. Fred war es gelungen, zusammen mit dem seit einiger Zeit verschwundenen Kolonnenmitglied Jörg an die Kundenkartei und die dazugehörenden EC-Karten-Daten zu gelangen. Fred hat sie auf einen USB-Stick kopiert, den Jörg zur Sicherheit an sich genommen und versteckt hatte. Als Isabella dahinterkommt, dass ihre mühsam gesammelten Daten nicht nur kopiert, sondern sogar gelöscht wurden, findet sie schnell den Schuldigen. Daraufhin geraten nicht nur Fred, sondern auch Batic in Gefahr. Er wird zusammen mit Fred von den beiden Frauen entführt. Fred ist klar, dass nun sein Ende gekommen sein dürfte. In seiner Todesangst spricht er mit Batic über seine Schuld. Nachdem Jörg den Stick einfach nicht wieder herausgeben wollte, hatte Fred versucht ihn einzuschüchtern. Das hat er allerdings in seiner Rage zu weit getrieben, so dass Jörg dabei erstickt war. Anschließend hätte er Jörg in das Auto gesetzt und es angezündet, um seine Spuren zu verwischen.
In einem Waldstück angekommen, müssen die zwei ein Loch ausheben. Vermutlich soll dies ihr eigenes Grab werden. Als sie mit der Arbeit fertig sind, will die dominante Isabella, dass Sandra die beiden tötet, und übergibt ihr die Pistole. Als sie abdrücken will, gibt Batic sich als Polizist zu erkennen. Er redet auf Sandra ein, damit sie nicht schießt. Als Isabella bemerkt, dass ihre Freundin unsicher wird, ermutigt sie sie in ihrer herrischen Art, woraufhin Sandra die Pistole gegen Isabella richtet und sie erschießt.

## Rezeption

### Kritiken
Rainer Tittelbach von tittelbach.tv wertete: „‚Ein neues Leben‘ nach dem Buch von Fred & Léonie-Claire Breinersdorfer ist ein solider ‚Tatort‘ – ein bisschen Themen-Krimi, Thriller, Räuberpistole. Klare Handlung, markige Psychologie, ein klug besetztes und dringlich aufspielendes Ensemble, eine kongeniale Regie. Kein Top-Krimi – aber spannend!“
Bei  Focus Online schrieb Julia Bähr: „Stellen Sie sich ein langgezogenes Gähnen vor. Dann denken Sie es sich noch ein bisschen länger – und zack, so begeistert ist die Rezensentin von diesem ‚Tatort‘. Er ist beileibe nicht schlecht und birgt nur ein paar wenige Absurditäten. Aber er lässt es dermaßen an Stringenz vermissen, dass der Zuschauer am Ende eigentlich auch nicht mehr so genau wissen will, wie das mit dem Toten im Wald nun eigentlich war. Ein Krimi ist das nicht. Als Spielfilm mag es durchgehen. ‚Es ergeht deshalb folgendes Urteil: Nur pathologische Wiederholungstäter sollten hier einschalten.‘“
Christian Buß von Spiegel Online meinte: „Das Erfreuliche ist: Für die Polizeiarbeit ist einer wie Batic offensichtlich nie zu alt. Gemeinsam mit seinem Kollegen Franz Leitmayr (Udo Wachtveitl) ist er jetzt schon seit über 20 Jahren im Dienst im Münchner TV-Revier […]. Bei ihnen gibt es keine Komm-wir-schunkeln-uns-mal-durch-den-Fall-Haltung wie so oft bei den fast ebenso lange im Dienst befindlichen Kollegen Ballauf und Schenk in Köln, aber auch nicht diese aufgesetzte Ist-die-Welt-nicht-schlimm-Betroffenheit von Odenthal und Kopper in Ludwigshafen, dem dienstältesten ‚Tatort‘-Team. Stattdessen herrscht eine immer wache, niemals zynische Routine. Und die wirkt gerade vor dem Hintergrund der hysterischen Umbauarbeiten, die zurzeit im ‚Tatort‘-Land vorgenommen werden, vor all den neuen spektakulären TV-Revieren, die zwischen Weimar und Waterkant entstehen, erbaulich.“
In der Süddeutschen Zeitung bemerkte Holger Gertz: „Grob geschnitzt, das Ganze, man erfährt nicht, welches Schicksal die beiden zu Teufelinnen gemacht hat, man hört nur Schlagworte, die Figuren haben keine Wurzeln, ihre Bedrohlichkeit gerät zur Karikatur von Bedrohlichkeit. Ganz anders als zuletzt beim BR-Tatort ‚Der traurige König‘, wo sich jede Person derart ins Gedächtnis gebrannt hat, dass man noch immer gern wüsste, ob der König inzwischen wieder fröhlich ist.“

### Einschaltquoten
Die Erstausstrahlung von Ein neues Leben am 28. Oktober 2012 wurde in Deutschland von 8,73 Millionen Zuschauern gesehen und erreichte einen Marktanteil von 23,7 % für Das Erste; in der Gruppe der 14- bis 49-jährigen Zuschauer konnten 2,73 Millionen Zuschauer und ein Marktanteil von 18,0 % erreicht werden.